# سایاجی شینده
سایاجی شینده (به انگلیسی: Sayaji Shinde) (زاده ۱ فوریه ۱۹۵۹) بازیگر هندی است.
از فیلم‌هایی که وی در آن نقش داشته‌است می‌توان به دوداسو اشاره کرد.

## فیلم‌شناسی
فهرست برخی از فیلم‌هایی که سایاجی شینده در آن‌ها به ایفای نقش پرداخته‌است:
- دوداسو
- او
- بدرینات
- اسکن
- جنگ افسانه‌ها
- اسب مسابقه
- ایسمارت شانکار
- قدرت
- شیر
- قولنج
- آقای کامل
- بابا
- مارکت
- خواستن: یک اعتیاد
- آقای وکیل
- تاجر
- سوپر
- چینتاکایالا راوی
- شکارچی
- رقص
- علم معماری
- سرکوب
- پایان
- زندگی کن اما مغرور نباش
- پسر تامیلی دوست‌داشتنی
- جشن بزرگ
- ازدواج لاکشمی
- یوزپلنگ
- سلامی محض رضای عشق
- لگد
- شیردی سای
- اسم من گویندا است
- برای یک دختر
- اجمیر ۹۲
- جباردست
- آشوب
- بازی
- مرد خوش‌تیپ کور
- بقیه کجا جرئت داشتند
- بهولا شانکار
- ببر بنگال
- واسو و سراوانان
- چون عشق است
- ببر
- بی‌سواد